# Бердбеков, Камит Кажмуканович
Камит Кажмуканович Бердбеков (1927—2011) — скотник совхоза «Привольный» Илекского района Оренбургской области, Герой Социалистического Труда (10.02.1975).

## Биография
Родился в селе Байрак Каратобинского района ныне Западно-Казахстанская область Республики Казахстан. Потомственный скотовод.
Окончил начальную школу.
С 1941 года работал в совхозе «Привольный» Илекского района Чкаловской (Оренбургской) области.
В 1949—1952 годах служил в Советской Армии.
После увольнения в запас вернулся в свой совхоз, стал скотником гурта мясных коров. Вместе с ним работала его жена Савлюш Мораловна.
Благодаря хорошей организации труда, профессиональным знаниям, добросовестному отношению к своим обязанностям, ежегодно добивался высоких производственных показателей: получал до 102 телят на 100 коров при стопроцентной сохранности молодняка.
В совершенстве освоил технологию подсосного выращивания телят. Знание техники пастьбы в суровых условиях сухой степи Южного Урала позволяло Бердбекову и его жене получать высокую молочную продуктивность мясных коров, обеспечивающую среднесуточные привесы подсосных бычков до 1100 граммов. На выпасах он строго следил за чередованием пастбищных участков, за тем, чтобы каждая корова была накормлена и напоена.
Был руководителем школы передового опыта.
Указом Президиума Верховного Совета СССР от 10 февраля 1975 года за выдающиеся успехи, достигнутые во Всесоюзном социалистическом соревновании, и проявленную трудовую доблесть в досрочном выполнении заданий девятой пятилетки и принятых обязательств по увеличению производства и продажи государству продуктов животноводства присвоено звание Героя Социалистического Труда.
Жил в селе Привольное Илекского района Оренбургской области.
Умер в 2011 году.
Семья: жена, четверо сыновей, две дочери.